# Gordon Cormier
Pour les articles homonymes, voir Cormier.
Gordon Kyle Diez Cormier est un acteur adolescent canadien. Il a joué Joe dans The Stand (2020) et incarne Aang dans la série en live action de Netflix Avatar, le dernier maître de l'air,.

## Biographie
Gordon Cormier est né le 8 octobre 2009 et est d'origine canadienne  et philippine. Il a grandi à Vancouver, en Colombie-Britannique, et s'est intéressé au jeu d'acteur. Ses parents sont Gordon Cormier Senior et Genalyn Cormier.
Il a joué dans une série de dessins animés canadiens. Son premier rôle a été dans Get Shorty (2017), où il a joué l'oursin guatémaltèque. Il est également apparu dans Perdus dans l'espace (2018).
Son rôle dans The Stand (2020) dans le rôle de Joe, un jeune garçon qui devient la pupille de Nadine Cross, l'a attiré à l'attention du grand public,.
En août 2021, il a été choisi pour le rôle du personnage principal Aang dans Avatar, le dernier maître de l'air, un remake en prise de vues réelles sur Netflix de la série animée du même nom.

## Filmographie

### Cinéma
- 2019 : A Christmas Miracle : Jacob

### Télévision

#### Séries télévisées
- 2019 : Get Shorty : Guatemalan Urchin
- 2019 : Perdus dans l'espace : Young Boy
- 2020 : The Stand : Joe
- 2021 : Two Sentence Horror Stories : Young Charles
- 2024 : Avatar, le dernier maître de l'air : Aang